# تپه دزد (شیراز)
تپه دزد مربوط به دوران‌های تاریخی پس از اسلام است و در شهرستان شیراز، ۴۵ کجاده شیرازبه خرامه، جنب امامزاده هاشم واقع شده و این اثر در تاریخ ۲۳ بهمن ۱۳۸۰ با شمارهٔ ثبت ۴۷۲۲ به‌عنوان یکی از آثار ملی ایران به ثبت رسیده است.